# Лі Шарп
Лі Стюарт Шарп (англ. Lee Stuart Sharpe; нар. 27 травня 1971, Гейлсовен, Західний Мідлендс, Англія) — англійський футболіст, лівий крайній півзахисник. Найбільш відомий за своїми виступами за англійський «Манчестер Юнайтед», в якому він вважався одним з найперспективніших молодих гравців, однак так і не зміг повністю реалізувати свій потенціал.
Завершив футбольну кар'єру у 2003 році, після чого почав працювати на телебаченні (зокрема, у реаліті-шоу).

## Клубна кар'єра

### «Торкі Юнайтед»
Шарп з дитинства був уболівальником «Астон Вілли», але його першим професійним клубом став «Торкі Юнайтед». Провівши за «Торкі» лише 19 матчів, він покинув команду, перейшовши в «Манчестер Юнайтед» у червні 1988 року за £185 000 — на той момент рекордний трансфер за молодого футболіста.

### «Манчестер Юнайтед»
Шарп дебютував за «Манчестер» 24 вересня 1988 року в грі проти «Вест Гема» (2:0 на користь «червоних дияволів»). У вересні 1989 року Шарп забив свій перший гол за «Манчестер Юнайтед», вразивши ворота «Міллволла» у матчі Першого дивізіону. Спочатку він грав на позиції лівого захисника, але вже до сезону 1990/91 замінив Ральфа Мілна на позиції лівого вінгера. Шарп зіграв у всіх ключових матчах Кубка володарів кубків в цьому сезоні, включаючи переможний фінал проти «Барселони», а в півфінальному матчі забив гол польській «Легії», який приніс «Юнайтед» нічию 1:1. Крім того, Лі Шарп зробив хет-трик у ворота «Арсеналу» на «Гайбері» у матчі Кубка Ліги (манкуніанці перемогли з рахунком 6:2, а Шарп пізніше зізнався, що цей хет-трик став одним з найкращих моментів у його футбольній кар'єрі). За підсумками сезону 1990/91 Шарп отримав нагороду найкращому молодому гравцеві за версією ПФА.
Утвердившись на позиції лівого вінгера в клубі, Шарп отримав виклик в збірну Англії, проте не зміг витіснити з основи збірної Джона Барнса. Шарп пропустив по кілька місяців на початку сезонів 1991/92 і 1992/93 через травми і хвороби (вірусний менінгіт) і в результаті втратив своє місце на лівому фланзі, яке зайняв молодий Раян Гіггз. Шарпу знову довелося грати на невластивій йому позиції на лівому фланзі оборони або на правому фланзі півзахисту, де він конкурував з Андрієм Канчельскісом. Тим не менш, у сезоні 1993/94 Лі Шарп зіграв 30 матчів у Прем'єр-лізі і забив 9 голів. «Манчестер Юнайтед» достроково завоював титул чемпіонів Англії і оформив перемогу в Кубку країни, розгромивши у фіналі «Челсі» — 4:0. Шарп взяв участь в цьому матчі, замінивши Деніса Ірвіна на 84-й хвилині.
У матчі групової стадії Ліги чемпіонів 1994/95 Лі Шарп забив ефектний гол п'ятою у ворота «Барселони» на «Олд Траффорд», а до цього віддав гольову передачу на Марка Г'юза. У сезоні 1995/96 Шарп допоміг «червоним дияволам» перемогти в чемпіонаті і Кубку Англії; таким чином, «Манчестер Юнайтед» став першою англійською командою, яка двічі зробила «дубль».

### «Лідс Юнайтед»
Незважаючи на схильність Шарпа до травм, в його послугах зацікавився «Лідс Юнайтед», який підписав футболіста влітку 1996 року за £4,5 млн (рекорд клубу). У сезоні 1996/97 він провів 26 матчів у Прем'єр-лізі і забив п'ять голів, але вже влітку 1997 року в передсезонному турі команди отримав травму коліна і пропустив весь наступний сезон. Після відновлення від травми він так і не зміг повернути собі місце в основі «Лідса».
Восени 1998 року Шарп був відданий в оренду в італійську «Сампдорію», але не зміг там заграти і до нового року повернувся в Англію. У березні 1999 року перейшов в «Бредфорд Сіті» на правах оренди і допоміг команді забезпечити вихід в Прем'єр-лігу, вперше після 77 років відсутності у вищому дивізіоні.

### Інші клуби
Влітку 1999 року Шарп підписав повноцінний контракт з «Бредфордом» вартістю £250 000. У сезоні 1999/00 він допоміг клубу зберегти своє місце в Прем'єр-лізі.
В сезоні 2000/01 Шарп втратив своє місце в основі «Бредфорда» і перед самим Різдвом перейшов на правах оренди в «Портсмут», який виступав у Першому дивізіоні. У сезоні 2001/02 він повернувся в «Бредфорд», але по закінченні сезону його контракт підійшов до кінця і він був відпущений на правах вільного агента. Після короткого пробного періоду, проведеного в клубі «Грімсбі Таун», Шарп перейшов в «Ексетер Сіті», а потім у ісландський «Гріндавік». У червні 2003 року він оголосив про своє рішення завершити професійну кар'єру у віці 32 років.
У лютому 2004 року Шарп ненадовго повернувся у футбол, зігравши спочатку за «Хубрук Краун» в Кіддермінстерській недільній лізі, а потім, влітку цього ж року, за «Гарфорт Таун» у Прем'єр-лізі східного дивізіону Північних графств.

## Виступи за збірну
Шарп зіграв за збірну Англії вісім матчів з 1991 по 1993 роки. Він захищав кольори збірної у відбіркових турнірах до Євро-92 і чемпіонату світу 1994 року, а також у кількох товариських матчах.

### Матчі за збірну
| Матчі Лі Шарпа за збірну Англії | Матчі Лі Шарпа за збірну Англії | Матчі Лі Шарпа за збірну Англії | Матчі Лі Шарпа за збірну Англії | Матчі Лі Шарпа за збірну Англії | Матчі Лі Шарпа за збірну Англії | Матчі Лі Шарпа за збірну Англії |
| ------------------------------- | ------------------------------- | ------------------------------- | ------------------------------- | ------------------------------- | ------------------------------- | ------------------------------- |
| №                               | Дата                            | Суперник                        | Стадіон                         | Рахунок                         | Турнір                          |                                 |
| 1                               | 27 березня 1991                 | Ірландія                        | Вемблі                          | 1:1                             | Кваліфікація Євро-1992          |                                 |
| 2                               | 31 березня 1993                 | Туреччина                       | Ататюрк                         | 2:0                             | Кваліфікація ЧС-1994            |                                 |
| 3                               | 2 червня 1993                   | Норвегія                        | Уллевол                         | 0:2                             | Кваліфікація ЧС-1994            |                                 |
| 4                               | 9 червня 1993                   | США                             | Фоксборо                        | 0:2                             | Товариський матч                |                                 |
| 5                               | 13 червня 1993                  | Бразилія                        | РФК СТедіум                     | 1:1                             | Товариський матч                |                                 |
| 6                               | 19 червня 1993                  | Німеччина                       | Сільвердом                      | 1:2                             | Товариський матч                |                                 |
| 7                               | 8 вересня 1993                  | Польща                          | Вемблі                          | 3:0                             | Кваліфікація ЧС-1994            |                                 |
| 8                               | 13 жовтня 1993                  | Нідерланди                      | Де Кейп                         | 0:2                             | Кваліфікація ЧС-1994            |                                 |

Разом: 8 матчів / 0 голів; 2 перемоги, 2 нічиїх, 4 поразки.

## Досягнення

### Командні
Манчестер Юнайтед
- Чемпіон англійської Прем'єр-ліги (3): 1992/93, 1993/94, 1995/96
- Володар Кубка Англії (2): 1993/94, 1995/96
- Володар Кубка Футбольної ліги: 1991/92
- Володар Суперкубка Англії (3): 1990, 1993, 1994
- Володар Кубка кубків: 1990/91

Разом: 10 трофеїв

### Особисті
- Молодий гравець року за версією ПФА: 1991

## Статистика виступів
| Клуб               | Сезон             | Ліга | Ліга | Кубки | Кубки | Єврокубки | Єврокубки | Інше | Інше | Всього | Всього |
| Клуб               | Сезон             | Ігри | Голи | Ігри  | Голи  | Ігри      | Голи      | Ігри | Голи | Ігри   | Голи   |
| ------------------ | ----------------- | ---- | ---- | ----- | ----- | --------- | --------- | ---- | ---- | ------ | ------ |
| Торкі Юнайтед      | 1987/88           | 14   | 3    | 0     | 0     | 0         | 0         | 5    | 0    | 19     | 3      |
| Торкі Юнайтед      | Всього            | 14   | 3    | 0     | 0     | 0         | 0         | 5    | 0    | 19     | 3      |
| Манчестер Юнайтед  | 1988/89           | 22   | 0    | 8     | 0     | 0         | 0         | 0    | 0    | 30     | 0      |
| Манчестер Юнайтед  | 1989/90           | 18   | 1    | 2     | 0     | 0         | 0         | 0    | 0    | 20     | 1      |
| Манчестер Юнайтед  | 1990/91           | 23   | 2    | 10    | 6     | 8         | 1         | 0    | 0    | 41     | 9      |
| Манчестер Юнайтед  | 1991/92           | 14   | 1    | 5     | 1     | 0         | 0         | 0    | 0    | 19     | 2      |
| Манчестер Юнайтед  | 1992/93           | 27   | 1    | 3     | 0     | 0         | 0         | 0    | 0    | 30     | 1      |
| Манчестер Юнайтед  | 1993/94           | 30   | 9    | 7     | 2     | 4         | 0         | 0    | 0    | 41     | 11     |
| Манчестер Юнайтед  | 1994/95           | 28   | 3    | 9     | 1     | 3         | 2         | 1    | 0    | 41     | 6      |
| Манчестер Юнайтед  | 1995/96           | 31   | 4    | 8     | 2     | 2         | 0         | 0    | 0    | 41     | 6      |
| Манчестер Юнайтед  | Всього            | 193  | 21   | 52    | 12    | 17        | 3         | 1    | 0    | 263    | 36     |
| Лідс Юнайтед       | 1996/97           | 26   | 5    | 4     | 1     | 0         | 0         | 0    | 0    | 30     | 6      |
| Лідс Юнайтед       | 1997/98           | 0    | 0    | 0     | 0     | 0         | 0         | 0    | 0    | 0      | 0      |
| Лідс Юнайтед       | 1998/99           | 4    | 0    | 0     | 0     | 3         | 0         | 0    | 0    | 7      | 0      |
| Лідс Юнайтед       | Всього            | 30   | 5    | 4     | 1     | 3         | 0         | 0    | 0    | 37     | 6      |
| Сампдорія (оренда) | 1998/99           | 3    | 0    | 0     | 0     | 0         | 0         | 0    | 0    | 3      | 0      |
| Сампдорія (оренда) | Всього            | 3    | 0    | 0     | 0     | 0         | 0         | 0    | 0    | 3      | 0      |
| Бредфорд Сіті      | 1998/99           | 9    | 2    | 0     | 0     | 0         | 0         | 0    | 0    | 9      | 2      |
| Бредфорд Сіті      | 1999/00           | 18   | 0    | 3     | 0     | 0         | 0         | 0    | 0    | 21     | 0      |
| Бредфорд Сіті      | 2000/01           | 11   | 0    | 2     | 0     | 3         | 0         | 0    | 0    | 16     | 0      |
| Бредфорд Сіті      | 2001/02           | 18   | 2    | 2     | 0     | 0         | 0         | 0    | 0    | 20     | 2      |
| Бредфорд Сіті      | Всього            | 56   | 4    | 7     | 0     | 3         | 0         | 0    | 0    | 66     | 4      |
| Портсмут (оренда)  | 2000/01           | 17   | 0    | 0     | 0     | 0         | 0         | 0    | 0    | 17     | 0      |
| Портсмут (оренда)  | Всього            | 17   | 0    | 0     | 0     | 0         | 0         | 0    | 0    | 17     | 0      |
| Ексетер Сіті       | 2002/03           | 4    | 1    | 0     | 0     | 0         | 0         | 0    | 0    | 4      | 1      |
| Ексетер Сіті       | Всього            | 4    | 1    | 0     | 0     | 0         | 0         | 0    | 0    | 4      | 1      |
| Гріндавік          | 2003              | 7    | 0    | 0     | 0     | 0         | 0         | 0    | 0    | 7      | 0      |
| Гріндавік          | Всього            | 7    | 0    | 0     | 0     | 0         | 0         | 0    | 0    | 7      | 0      |
| Всього за кар'єру  | Всього за кар'єру | 324  | 34   | 63    | 13    | 23        | 3         | 6    | 0    | 416    | 50     |

## Після завершення футбольної кар'єри
Після завершення кар'єри Шарп працював футбольним коментатором для телеканалів ESPN Star (у 2004 і 2006 роках) і BBC. У 2005 році він взяв участь у реаліті-шоу Love Island, яка знімалася на островах Фіджі.

## Цікаві факти
Лі Шарп відомий оригінальним святкуванням голів, які він забивав. Іноді Шарп танцював бугі-вугі, а кілька разів, підбігши до кутового прапорця, хапав його як мікрофонну стійку, наслідуючи рок-зіркам (т. з. Sharpey shuffle). У 2012 році, під час святкування 20-річчя англійської Прем'єр-ліги, Шарп був номінований на приз за найкраще святкування голу (за Sharpey shuffle, виконаний ним у матчі проти «Арсеналу» 22 березня 1995 року), але цю нагороду виграв Ерік Кантона.